# 晨裡樂團
陳以岫&Mornings晨裡樂團是一個台灣樂團，由陳以岫與合作多年的樂團夥伴於2011年正式命名成軍，並於2011年1月22日首度於西門河岸留言公開演出。目前成員包括主唱兼鍵盤手陳以岫、吉他手成績好與阿達、貝斯手鳥仔、鼓手鼓俠。正式成軍不滿一年即在2011年貢寮國際海洋音樂祭拿下「海洋之星」大獎。

## 樂團簡介
團名由來為原始樂團成員陳以岫、鍵盤手阿綠、成績好、阿達、鳥仔與鼓俠皆姓陳或李，故取諧音為晨裡樂團。後阿綠因故離團，現由主唱陳以岫兼任樂團鍵盤手。2011年5月27日，入圍由新北市政府主辦的2011年貢寮國際海洋音樂祭「海洋獨立音樂大賞」初選，最後並於7月9日拿下該年度「海洋之星」獎項。2012年4月於墾丁春浪音樂節獲得春浪大賞第二名。

### 現任團員
- 陳以岫
  - 主唱兼鍵盤手。2009年參加三立與台視主辦的歌唱選秀節目《超級偶像 (第三屆)》獲得第四名，目前樂團作品皆為其創作。
- 成績好
  - 吉他手。樂團內主要負責編曲者。
- 阿達
  - 吉他手。
- 鳥仔
  - 貝斯手。現為樂團團長。
- 鼓俠
  - 鼓手。

### 獲得提名及獎項
| 年度 | 活動                                 | 獎項           |
| 2011 | 第12屆貢寮國際海洋音樂祭獨立音樂大賞 | 海洋之星       |
| 2012 | 2012墾丁春浪音樂節                   | 春浪大賞第二名 |